# Société d’Étudiants de Belles-Lettres

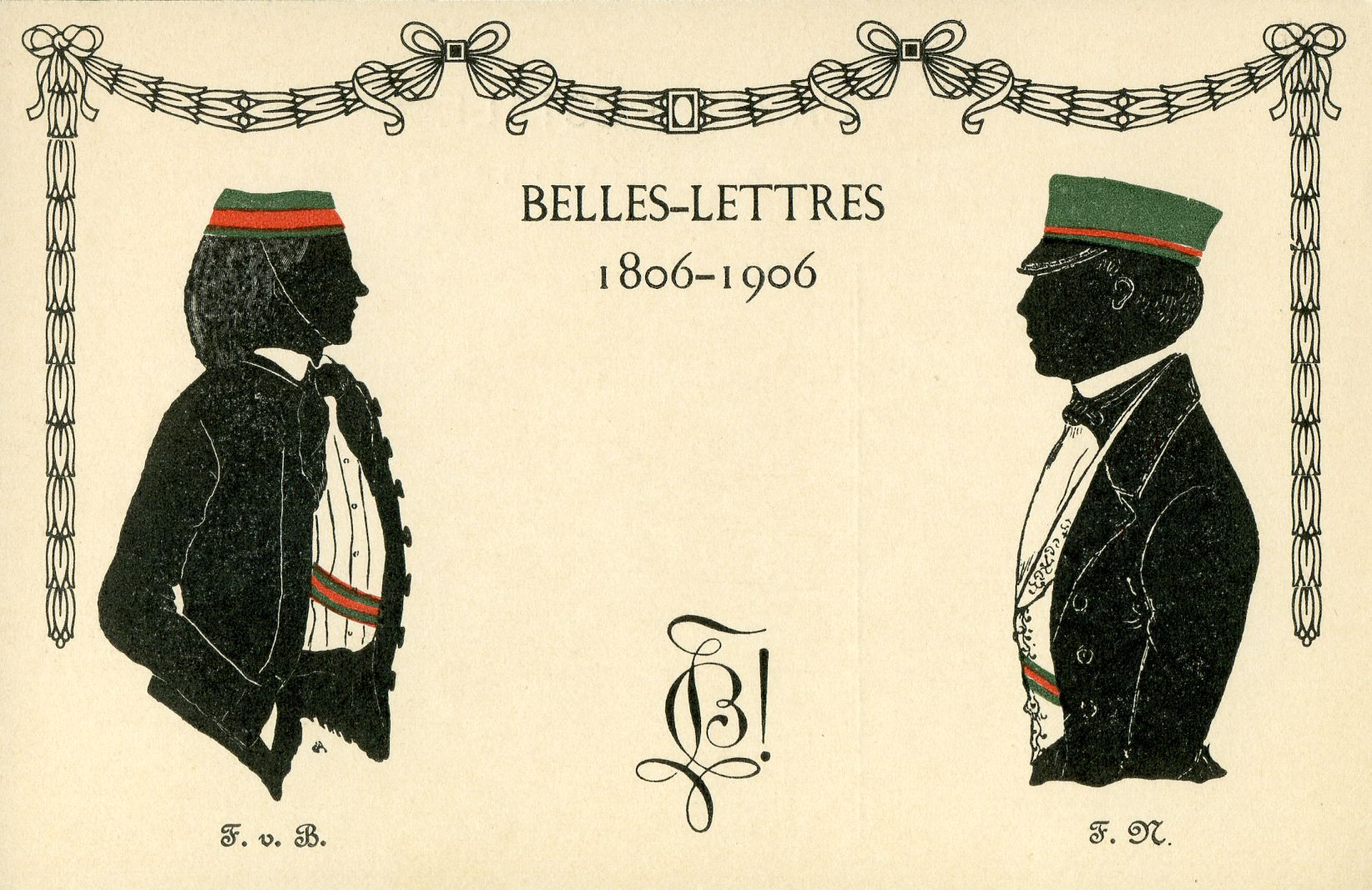
Postkarte der schweizerischen Studentenverbindung Belles-Lettres, Sektion Lausanne, aus dem Jahre 1906 anlässlich des hundertjährigen Bestehens

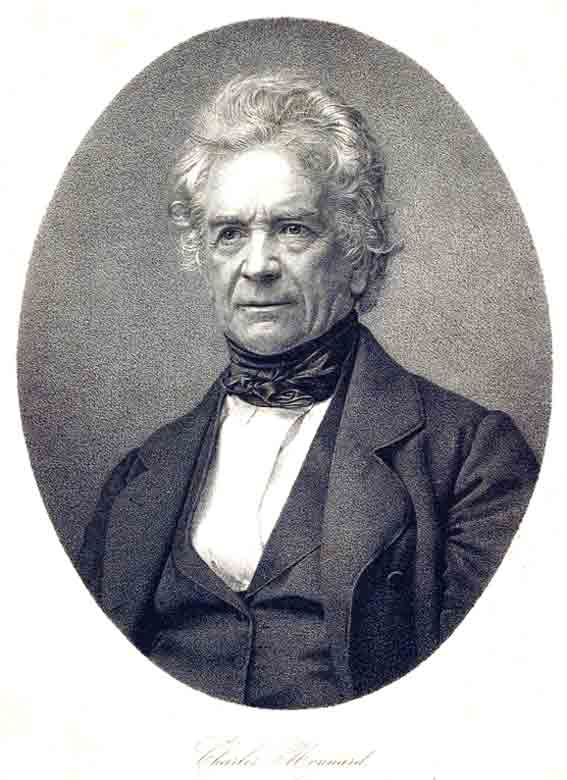
Lithographie des Mitbegründers Charles Monnards (1790–1865)

Die Société d’Étudiants suisse de Belles-Lettres ist die älteste Studentenverbindung der Schweiz. Die farbentragende, nichtschlagende Studentenverbindung besteht an mehreren Universitätsstädten der Schweiz und wurde 1806 in Lausanne gegründet. Die Mitglieder werden als «Bellettriens» bezeichnet. Im Gegensatz zu den deutschen Studentenverbindungen ist Belles-Lettres nicht an einem einzigen Studienort ansässig, sondern stellt vielmehr eine gesamtschweizerische Studentenverbindung dar, die in «sections» (Sektionen) an mehreren Studienorten der Schweiz aufgeteilt ist. Namentlich sind die Sektionen in Genf, Lausanne und Neuchâtel hervorzuheben. Die beiden letzteren bestehen noch heute.
Die Verbindung steht in den studentischen Traditionen sowohl der schweizerischen als auch der deutschen Studentenverbindungen, hat allerdings eine starke romanische Ausprägung. Darüber hinaus gibt es im Gegensatz zu anderen Verbindungen keine Unterscheidung zwischen Burschen und Füchsen. Die Sektion Lausanne zählt anders als die Sektion Neuchâtel heute auch Studentinnen zu ihren Mitgliedern.
Eine weitere Besonderheit der Verbindung ist die Aufführung von Theaterstücken, den «théâtrales», die dort eine lange Tradition haben und auf die grossen Wert gelegt wird. Die Mitglieder der Belles-Lettres de Lausanne führen ihre «théâtrales» regelmässig in ihrem eigenen Theater, dem Théâtre de Belles-Lettres, auch bekannt unter dem Namen Théâtre du Lapin-Vert, nahe der alten Académie de Lausanne oberhalb des Palais de Rumine auf.
Das Lokal der Belles-Lettres de Neuchâtel befindet sich in der Rue St-Honoré 3 nahe dem Hafen der Stadt am Lac de Neuchâtel.
Die Studentenverbindung Belles-Lettres ist darüber hinaus im französischsprachigen Gebiet für die Veröffentlichung der literarischen Zeitschrift «Revue de Belles-Lettres» (RBL) bekannt, welche Poesie aus der Romandie, aus Frankreich und aus anderen Ländern enthält. Die Verbindung ist französischsprachig und legt Wert auf die Kultur der Romandie. Zu den Veranstaltungen wird kein Bier, sondern ausschliesslich Wein aus der Region Lavaux im Kanton Waadt und des Lac de Neuchâtel gereicht.

## Wappen und Farben

Zirkel von Belles-Lettres

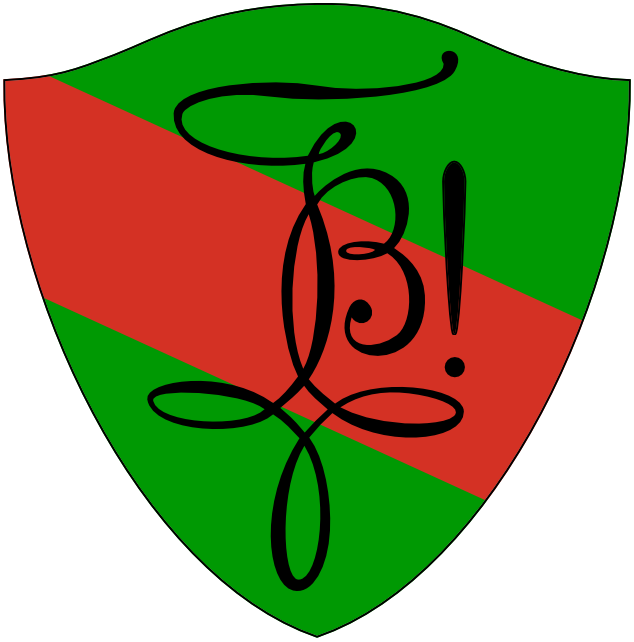
Wappen von Belles-Lettres

Die Farben der Belles-Lettres sind grün, rot, grün. Die Mützenfarbe ist grün. Das Wappen stellt von links nach rechts schrägliegend die genannten Farben dar und zeigt in der Mitte den Zirkel der Verbindung, welcher den Buchstaben «B» darstellt. Die Farben gehen vermutlich auf die Farben der ersten Helvetischen Republik (1798–1803) zurück, sollen aber auch eine Anlehnung an die französischen akademischen Farben und die Farben der Poeten darstellen. Der Wahlspruch lautet: «Union, Étude et Persévérance» (Einheit, Studium und Ausdauer).
|  |
|  |
|  |

## Geschichte

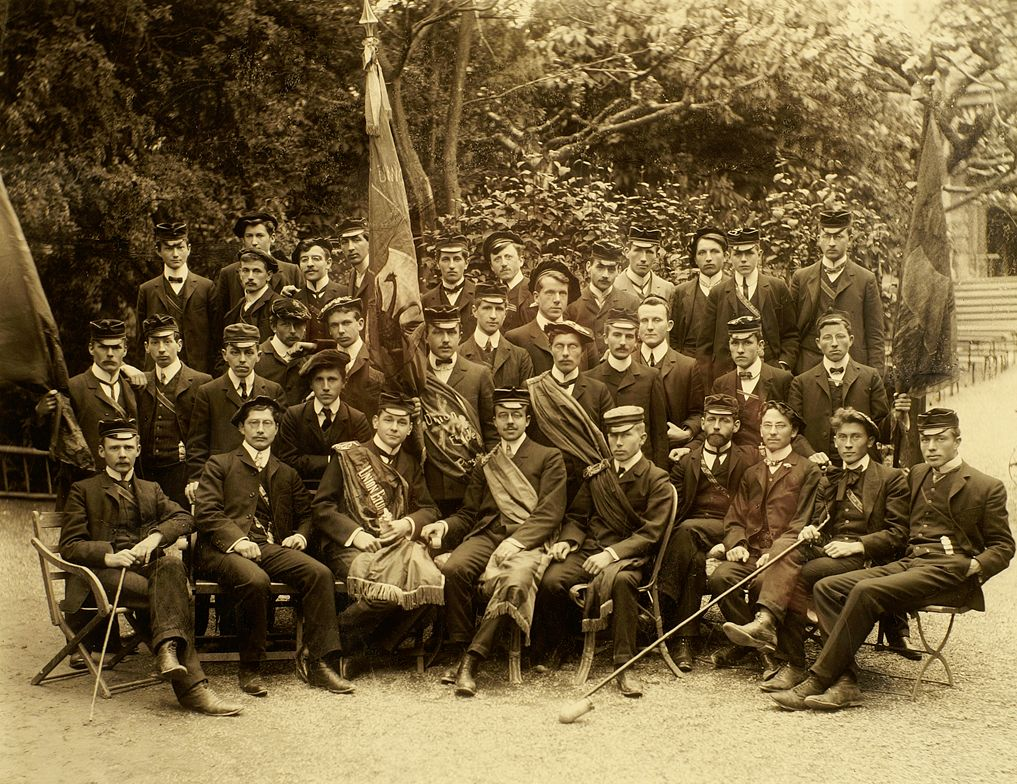
Mitglieder der Société d’Étudiants de Belles-Lettres, Sektion Lausanne, 1898

Die erste Société académique de Belles-Lettres wurde 1806 von einigen Gymnasiasten in Lausanne gegründet, die später Studenten der Geisteswissenschaften an der Université de Lausanne waren und die Verbindung als Studentenverbindung fortführten. Damit ist sie die älteste Studentenverbindung in der Schweiz. Zu den Gründern gehörte auch der damalige Student und spätere Schriftsteller Charles Monnard (1790–1865). Zunächst war die Belles-Lettres Lausanne ein reiner Literaturzirkel, dessen Mitglieder sich aber zunehmend an politischen Debatten beteiligten.
1824 entstand in Genf die Société de littérature, die später in Société académique de Belles-Lettres umbenannt wurde. In Neuchâtel wurde aus der 1832 ins Leben gerufenen Société des étudiants neuchâtelois 1839 die Société littéraire des étudiants neuchâtelois und durch Umbenennung am 5. September 1848 die Société académique de Belles-Lettres. Diese drei literarischen Gesellschaften hatten die gleichen Farben und Zirkel und standen miteinander in regelmässigem Kontakt, bewahrten sich jedoch ihre Eigenständigkeit.
Eine weitere Sektion der Belles-Lettres entstand 1899 in Fribourg, und 1920 wurde von welschschweizerischen Studenten eine Sektion an der Eidgenössischen Technischen Hochschule Zürich (ETH) gegründet.
Die Mitgliedschaft in der Belles-Lettres besteht auf Lebenszeit und darüber hinaus. Bis 1900 zählte sie bereits insgesamt 1528 Mitglieder, die sich ihr seit ihrem Bestehen angeschlossen hatten. Bis 2010 hatten sich 2660 «Bellettriens» in das «Livre d’Or» (goldenes Buch), das Mitgliederverzeichnis der Belles-Lettres, eingetragen.
1933 erregte die Aufführung von einer dramatisierten Fassung des Theaterstücks «Les Caves du Vatican» («Die Verliese des Vatikans») der Belles-Lettres in Lausanne, des eng mit ihr befreundeten Schriftstellers und Nobelpreisträgers für Literatur André Gide, Aufsehen. Die damaligen Westschweizer Kritiker – Pierre Beausire, Alfred Wild, Daniel Simond – waren tief beeindruckt von Gides Werk, für das sie leidenschaftlich eintraten.

## Sektionen
Sortiert nach Gründungsdatum
| Name der Verbindung                  | Stadt     | Gründung | Fechtfrage     | Mitglieder | Status            | Anmerkungen |
| ------------------------------------ | --------- | -------- | -------------- | ---------- | ----------------- | --- |
| Société académique de Belles-Lettres | Lausanne  | 1806     | nichtschlagend | gemischt   | aktiv             | |
| Société académique de Belles-Lettres | Genf      | 1824     | nichtschlagend | Männer     | aktiv             | zuvor: Société de littérature; Reaktivierung 2017                                                                                   |
| Société académique de Belles-Lettres | Neuenburg | 1832     | nichtschlagend | Männer     | aktiv             | zuvor: Société des étudiants neuchâtelois (1832), Société littéraire des étudiants neuchâtelois (1839); Umbenennung am 5. Sep. 1848 |
| Société académique de Belles-Lettres | Freiburg  | 1899     | nichtschlagend | Männer     | seit 2003 inaktiv | |
| Société académique de Belles-Lettres | Zürich    | 1920     | nichtschlagend | Männer     | inaktiv           | |
| Société académique de Belles-Lettres | Brüssel   | 2014     | nichtschlagend | gemischt   | aktiv             | |

## Bekannte Mitglieder
Nach Geburtsjahr geordnet
- Charles Monnard (1790–1865), Schweizer Historiker, Politiker, Schriftsteller und Hochschullehrer. Mitbegründer der Belles-Lettres
- Jules Correvon (1802–1865), Schweizer Jurist und Politiker
- Gustave Jaccard (1809–1881), liberaler Abgeordneter im Waadtländer Grossen Rat, Mitglied des Verfassungsrats, Abgeordneter des Ständerats
- Auguste Rogivue (1812–1869), Professor und Rektor der Université de Lausanne, radikaler Waadtländer Grossrat, Stadtrat in Lausanne und Abgeordneter im Ständerat
- Frédéric Monneron (1813–1837), französischsprachiger Schweizer Dichter, ausserdem Mitglied der Zofingia
- Louis-Constant Henriod (1814–1874), evangelischer Geistlicher und Gründer der Société des étudiants neuchâtelois
- Jules Vuy (1815–1896), Jurist, Lyriker, Historiker und Politiker
- Louis Bonjour (1823–1875), Abgeordneter im Waadtländer Grossrat, Abgeordneter im Ständerat (FDP), Freimaurer
- Henri Edouard Dubied (1823–1878), Erfinder und Industrieller
- Victor Ruffy (1823–1869), Richter und Präsident des Waadtländer Kantonsgericht, Waadtländer Abgeordneter und Präsident des Nationalrats, Abgeordneter im Waadtländer Grossen Rat, Richter und Präsident des Bundesgerichts, später ausserdem Mitglied der Zofingia und der Helvetia
- Louis Ruchonnet (1834–1893), Abgeordneter des Grossen Rates des Kantons Waadt und des Nationalrats, Mitglied des Bundesrats, ausserdem Mitglied der Helvetia, Freimaurer
- Paul André (1837–1896), Professor an der Université de Lausanne, freisinniger Abgeordneter im Grossen Rat des Kantons Waadt, Mitglied im Gemeinderat von Lausanne und Nationalrat, später ausserdem Mitglied der Zofingia Lausanne und Ehrenmitglied der Helvetia
- Henri Roehrich (1837–1913), Schweizer evangelischer Geistlicher und Präsident der Société d’Étudiants de Belles-Lettres in Genf
- Charles Boiceau (1841–1907), Rechtsberater der britischen Gesandtschaft in der Schweiz, liberales Mitglied des Lausanner Stadtparlaments, Abgeordneter im Waadtländer Grossen Rat, Abgeordneter des Nationalrats, Oberst der Kavallerie, später ausserdem Mitglied des Corps Hansea Bonn
- Édouard Naville (1844–1926), Schweizer Ägyptologe
- Adrien Lachenal (1849–1918), Schweizer Rechtsanwalt und Politiker (FDP). Abgeordneter des Parlaments des Kantons Genf, Abgeordneter des Ständerats, Nationalrat und zweimaliger Nationalratspräsident, Abgeordneter und Bundespräsident, Freimaurer
- Berthold van Muyden (1852–1912), liberaler Gemeinderat (Legislative) in Lausanne, danach Stadtrat, Historiker der Stadtgeschichte Lausannes
- Philippe Monnier (1864–1911), Schweizer Journalist und Schriftsteller
- Marc Peter (1873–1966), Jurist, Politiker, Diplomat und Heimatforscher
- Emile Lombard (1875–1965), französisch-schweizerischer evangelischer Geistlicher und Hochschullehrer
- Arthur Freymond (1879–1970), Mitglied im Gemeinderat und im Stadtrat der Stadt Lausanne, Stadtpräsident Lausannes, Abgeordneter im Grossen Rat des Kantons Waadt (FDP)
- Maurice Paschoud (1882–1955), Schweizer Politiker (FDP), Professor und Rektor an der Université de Lausanne
- Georges Rigassi (1885–1967), Schweizer Journalist
- Henry-Louis Mermod (1891–1962), Mäzen, Bücherfreund und Verleger
- Léon Savary (1895–1968), Schweizer Schriftsteller und Journalist
- Frédéric Fauquex (1898–1976), Gemeindepräsident von Riex, liberaler Waadtländer Abgeordneter im Nationalrat, Abgeordneter und Präsident des Ständerats, Präsident der Liberalen Partei (LPS) des Kantons Waadt
- Pierre Béguin (1903–1978), Schweizer Journalist
- Georges Jaccottet (1909–2001), Journalist, Mitglied des Gemeinderats (Legislative) und Stadtrats (Exekutive) von Lausanne (LPS), Abgeordneter im Waadtländer Grossen Rat und im Nationalrat
- Jean-Georges Lossier (1911–2004), Schweizer Schriftsteller, Literaturkritiker und Soziologe
- Henri Monfrini (1913–1977), Botschafter der Schweiz an der Elfenbeinküste, in Obervolta (heute Burkina Faso), Dahomey (heute Benin), Niger, Belgien, Luxemburg, Italien und Malta
- André Chavanne (1916–1990), Schweizer Schriftsteller und Politiker
- Franck Jotterand (1923–2000), französischsprachiger Schweizer Journalist und Schriftsteller
- André Gorz (1923–2007), Philosoph
- Jean-Claude Piguet (1924–2000), Professor für Philosophie an der Université de Lausanne
- François Jeanneret (* 1932), liberaler Abgeordneter im Neuenburger Grossen Rat und im Nationalrats, Präsident der Liberalen Partei der Schweiz (LPS)